# Mélézin

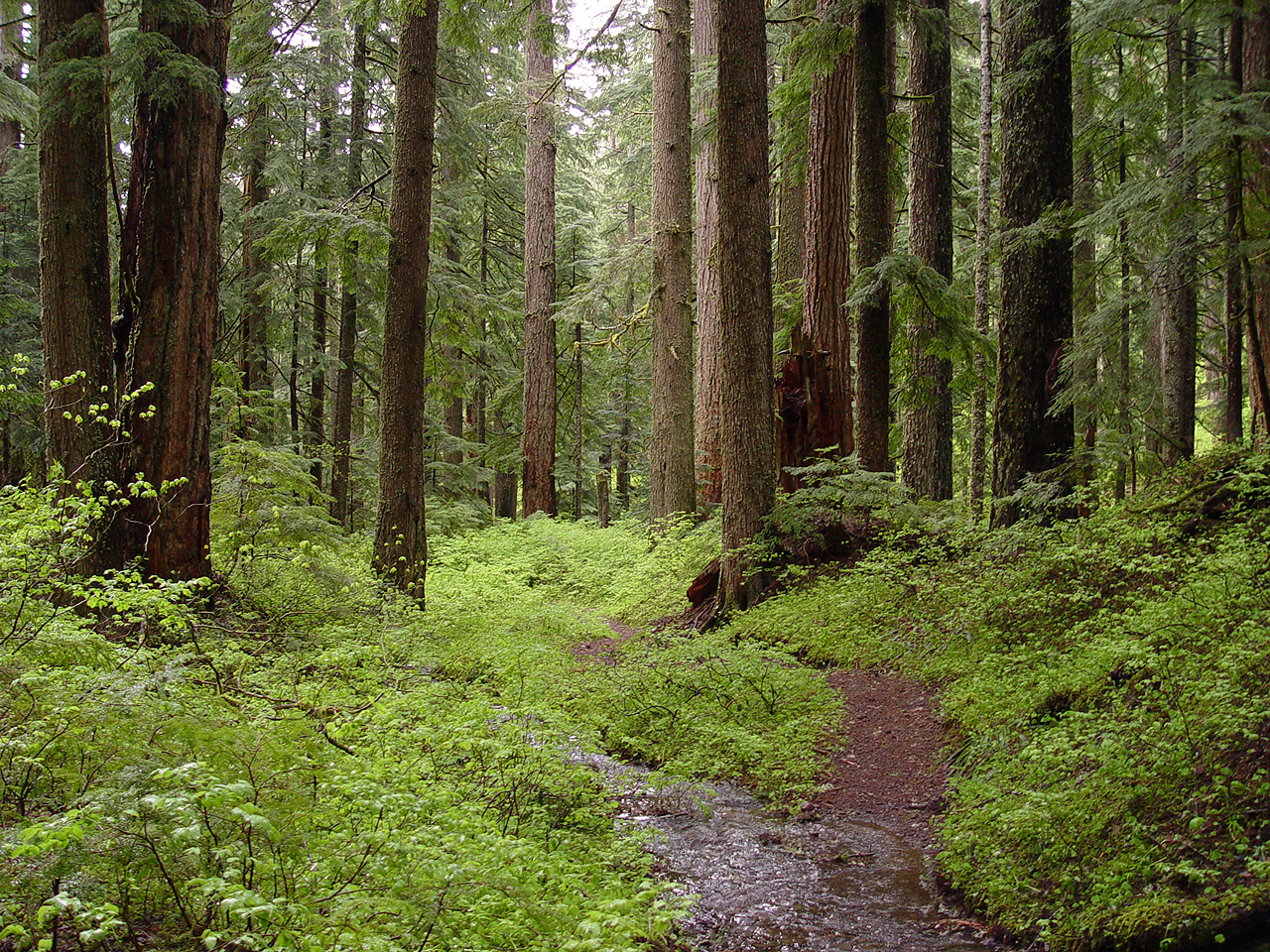
Mélézin en Oregon aux États-Unis.

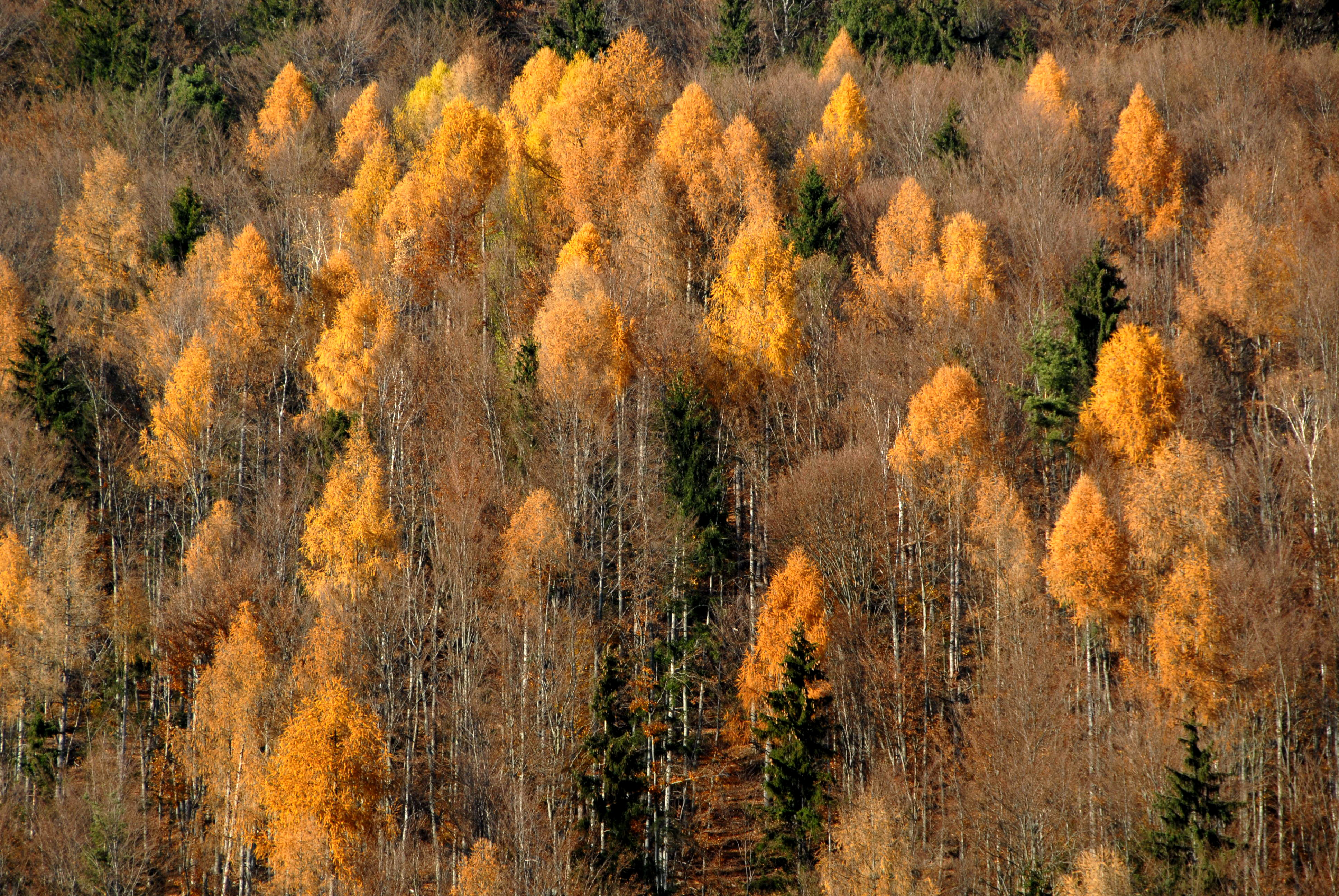
Mélézin près d'Ebenthal in Kärnten en Autriche en automne.

Un mélézin est une forêt dominée par des mélèzes. On trouve des mélézins naturels, essentiellement dans des conditions climatiques difficiles (montagne, hautes latitudes) et sur des terrains remaniés, avant l'installation des essences climaciques. On trouve également des mélézins artificiels, qui nécessitent l'intervention humaine pour se maintenir. En effet, les mélèzes étant des espèces de lumière, ils supportent mal la concurrence des espèces d'ombre là où elle existe.
Du fait de la chute de ses aiguilles caduques en automne, le mélézin a un sous-bois unique : le sol est recouvert d’une moquette d’aiguilles orange. Cette quantité d’aiguilles est une ressource pour les fourmis rousses, dont le nid en est essentiellement composé. On peut observer des dômes de fourmilière dépassant souvent 50 cm et mesurant jusqu’à plus de 150 cm.
L’écureuil est aussi un pensionnaire du mélézin, où il trouve habitat et nourriture. Il fait son nid dans les mélèzes et en mange les graines. L’écureuil stocke beaucoup plus de graines que besoin, car il ne se souvient pas de toutes ses cachettes. Les réserves oubliées deviennent de futurs mélèzes.